# 卑爾根車站

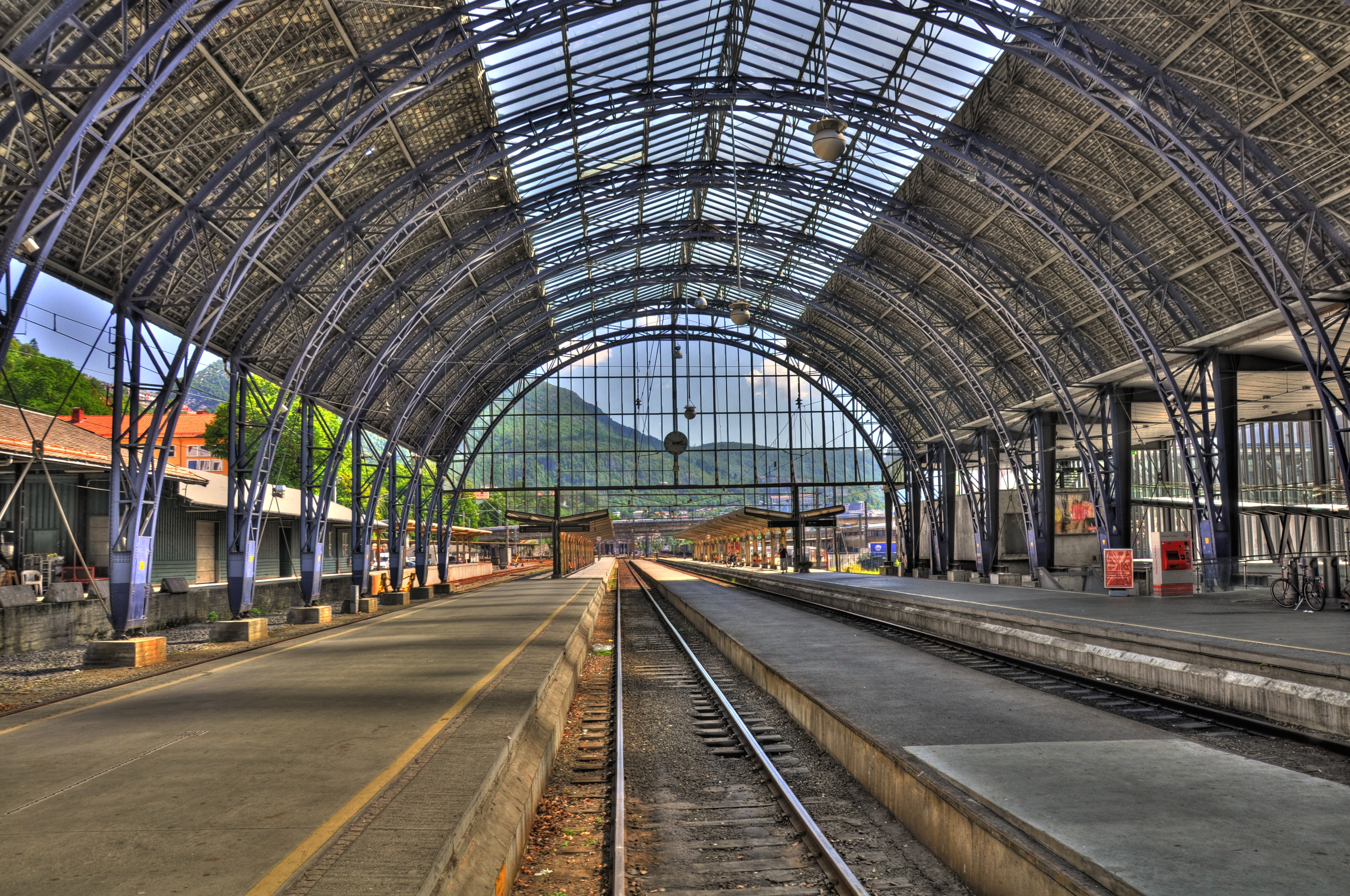
車站月台

卑爾根車站（挪威語：Bergen stasjon）是挪威第二大城卑爾根的主要鐵路車站，亦是卑爾根線的終點站，位於市中心的東側。

## 車站結構
由建築師Jens Zetlitz Monrad Kielland所設計，於1913年完成啟用。以代替原來沃斯線上的卑爾斯舊車站。車站以石塊所砌成的三層高建築物，樓層只限建築物的外圍，中央的車站大堂的樓高直達至屋頂，而月台中央部份同樣以及屋頂的高度，並且用鋼筋、玻璃為主的圓拱型上蓋；最後，月台最外端為路天部份。

### 月台
車站共有兩座島式月台及一座側式月台（中間亦有一座島式月台，但因寬度不足，現時只限職員於工作時使用，月台與大堂之間的交接位則以索帶欄封），全為港灣式月台，由建築師Jens Zetlitz Monrad Kielland所設計，展示了當時民族浪漫风格的設計。
| 月台 | 路線                                       | 方向                                       |
| ---- | ------------------------------------------ | ------------------------------------------ |
| 1    | L4                                         | 全為前往亞納站的區間車                     |
| 2    | R40                                        | 全為前往沃斯站及米達爾站方向的列車         |
| 3    | F4                                         | 往奧斯陸方向的長途列車                     |
| 4、5 | （主要用作列車停泊或 F4 到達時的替代月台） | （主要用作列車停泊或 F4 到達時的替代月台） |

## 服務
現時提供三組路線（2022年12月11日起生效）：
- F4  ：前往奧斯陸中央車站的城際特快車，每天最少四來回（其中一班為夜行列車，星期六不服務）；另外三來回則按季節而定（其中一班為來往古爾的區間車），全程車程大約6小時40分鐘至8小時不等。
- L4  ：為只前往亞納站的區間車，大約每30分鐘開出一班，車程為7-8分鐘。
- R40  ：前往沃斯站（英语：Voss Station）及米達爾站（英语：Myrdal Station）的中距離區間車，每天開出16班，但部份班次會因應季節或日期而有所改變。

## 鄰近車站
亞納站 - 卑爾根站